# Walter Villadei
Walter Villadei est un militaire et astronaute italien, né le 29 avril 1974 à Rome. Il est colonel diplômé de l'Académie (en) de l'Aeronautica Militare à Pouzzoles et détient une maîtrise en génie aérospatial de l'Université de Naples - Frédéric-II et une spécialisation en génie astronautique de l'Université de Rome. Bien que n'ayant jamais volé dans l'espace, il a été formé comme cosmonaute en Russie. Il est envisagé qu'il vole dans l'espace début 2024 à bord d'une mission d'Axiom Space.

## Biographie
Walter Villadei est né le 29 avril 1974 à Rome.
Il a servi depuis 1998 à la 46e Brigata Aerea de transport à Pise, où il s'est occupé de la maintenance des avions et de plusieurs déploiements opérationnels à l'étranger (de 1998 à 2003).
En 2003, il a été affecté à l'état-major de l'Air à Rome au sein de l'Office des technologies avancées et des programmes UAV. Il a suivi un Master en satellites et plates-formes orbitales jusqu'en 2005. Il a représenté l'état-major de l'Air au sein du Comité de défense des programmes spatiaux (niveau technique). En 2011, il a été affecté au nouveau « Space Policy Office » établi au sein du 3e département de l'état-major de l'Air. En 2014, il a été nommé par la Présidence du Conseil en tant que délégué national à la Commission européenne pour le cadre d'appui à la surveillance et au suivi de l'espace.
En 2008, il a commencé sa formation initiale aux vols spatiaux au Centre d'entraînement des cosmonautes Youri-Gagarine à la Cité des étoiles (Russie). En 2012, il a reçu ses ailes de cosmonaute complètes et en 2015, il a terminé sa phase de formation avancée de pré-affectation, recevant les qualifications d'ingénieur de vol Soyouz, d'utilisateur du segment russe de la Station spatiale internationale et d'opérateur de sortie extravéhiculaire.
Il donne également régulièrement des conférences à l'université de Rome « La Sapienza » et « Tor Vergata » sur « L'expérimentation dans l'espace » et « Les systèmes spatiaux ».
Il est diplômé des Senior courses du Collège de défense de l'OTAN en 2017.
Depuis septembre 2017, Walter Villadei est le chef du bureau « politique et opérations spatiales » de la direction générale de l'espace de l'état-major de l'Air. Il est également membre du comité scientifique de l'Agence spatiale italienne.
En 2021, il est sélectionné pour effectuer un vol dans l'espace à bord du vol Virgin Galactic Unity 23 à bord d'un SpaceShipTwo. Ce vol, rebaptisé Galactic 01, a lieu le 29 juin 2023. 
En 2022, il est sélectionné pour un entraînement à Houston pour préparer un futur vol spatial avec Axiom Space.
La même année, dans le cadre d'un accord entre Axiom Space et le Ministère italien de l'innovation technologique et de la transition digitale, Walter Villadei est sélectionné comme membre de l'équipage de réserve de SpaceX Axiom Space-2 puis comme pilote de la mission SpaceX Axiom Space-3, prévue début 2024. Il devient ainsi le second européen pilote d'un véhicule spatial américain, après Andreas Mogensen.